# Vimmerby Sparbank
Vimmerby Sparbank är ett bankaktiebolag med verksamhet i Vimmerby kommun. Banken ägs till 60 procent av Sparbanksstiftelsen Vimmerby och till 40 procent av Swedbank. Genom ägande och samarbetsavtal står man Swedbank nära, men i formell mening är man en egen lokal affärsbank. Banken skapades genom en ombildning av Vimmerby Sparbank till bankaktiebolag år 2001.